# Алст
Алст (на нидерландски: Aalst) е град и община в Белгия, провинция Източна Фландрия. Разположен е на река Дендер, приблизително на средата на пътя между Брюксел и Гент. Населението му е около 77 400 души (2006).
Първите сведения за Алст са от 840, когато селището е владение на манастира в Лоб. В средата на 12 век започва строителството на градска стена. Сградата на общината на Алст, започната по същото време, е най-старата от този вид в Белгия. През 1360 градът е почти напълно унищожен от пожар, но скоро е възстановен. През 15 век е построена сегашната кула на общината. Алст е завладян от Франция през 1667 по време на Деволюционната война и остава под френска власт до 1706.

## Известни личности
Родени в Алст
- Луи Пол Боон (1912 – 1979), писател
- Адолф Данс (1839 – 1907), политик
- Люк Люикс (р. 1958), дизайнер
- Дирк Мартенс (1446 – 1534), издател

Починали в Алст
- Луи Пол Боон (1912 – 1979), писател
- Пол Ванден Буйнантс (1919 – 2001), политик
- Адолф Данс (1839 – 1907), политик
- Дирк Мартенс (1446 – 1534), издател
- Ринус Михелс (1928 – 2005), нидерландски футболист и треньор

## Побратимени градове
- Габрово, България